# Diocesi di Xingtai
La diocesi di Xingtai (in latino Dioecesis Scioenteana) è una sede della Chiesa cattolica in Cina suffraganea dell'arcidiocesi di Pechino. Nel 1950 contava 21.000 battezzati su 1.150.000 abitanti. La sede è vacante.

## Territorio
La diocesi comprende parte della provincia cinese di Hebei.
Sede vescovile è la città di Xingtai.

## Storia
La prefettura apostolica di Shunde (o Xingtai) fu eretta il 2 marzo 1933 con il breve Supremum votum di papa Pio XI, ricavandone il territorio dal vicariato apostolico di Zhengdingfu (oggi diocesi di Zhengding).
Il 13 gennaio 1944 la prefettura apostolica è stata elevata al rango di vicariato apostolico con la bolla Inter ansietudines di papa Pio XII.
L'11 aprile 1946 il vicariato apostolico è stato elevato a diocesi con la bolla Quotidie Nos dello stesso papa Pio XII.
Il vescovo ufficiale Hou Jin-de, deceduto nel 1994, ha dato il nome alla prima associazione cattolica caritativa, la Beifang Jinde, riconosciuta dal governo cinese.

## Cronotassi dei vescovi
Si omettono i periodi di sede vacante non superiori ai 2 anni o non storicamente accertati.
- Inácio Krause, C.M. † (26 ottobre 1933 - 1983 ritirato)
  - Sede vacante
  - Michael Xiao Li-ren † (30 dicembre 1982 - ottobre 1996 deceduto) (vescovo clandestino)
  - Joseph Hou Jin-de † (28 ottobre 1989 - 20 maggio 1994 deceduto) (vescovo ufficiale)

## Statistiche
La diocesi nel 1950 su una popolazione di 1.150.000 persone contava 21.000 battezzati, corrispondenti all'1,8% del totale.
| anno | popolazione | popolazione | popolazione | presbiteri | presbiteri | presbiteri | presbiteri                | diaconi | religiosi | religiosi | parrocchie |
| anno | battezzati  | totale      | %           | numero     | secolari   | regolari   | battezzati per presbitero | diaconi | uomini    | donne     | parrocchie |
| ---- | ----------- | ----------- | ----------- | ---------- | ---------- | ---------- | ------------------------- | ------- | --------- | --------- | ---------- |
| 1950 | 21.000      | 1.150.000   | 1,8         | 26         | 4          | 22         | 807                       |         |           | 39        |            |